# Jalmari Helander
Jalmari Helander (nascut el 21 de juliol de 1976) és un guionista i director de cinema finlandès. És conegut per la pel·lícula Rare Exports: A Christmas Tale de 2010 (que Cate Blanchett n va nomenar com una de les seves pel·lícules favorites), amb la que va guanyar el premi a la millor pel·lícula i el premi a la millor direcció al XLIII Festival Internacional de Cinema Fantàstic de Catalunya. El 2014 va dirigir la pel·lícula d'acció i aventures Caça major protagonitzada per Samuel L. Jackson i el 2022 la pel·lícula d'acció de la Segona Guerra Mundial Sisu, premi a la millor pel·lícula al LV Festival Internacional de Cinema Fantàstic de Catalunya. Abans de dedicar-se als llargmetratges, Helander va dirigir diversos curtmetratges i comercials de televisió premiats.
Helander és cunyat de l'actor Jorma Tommila i oncle matern del fill de Jorma, Onni, que han actuat en les seves pel·lícules.

## Filmografia

### Llargmetratges
- Rare Exports: A Christmas Tale (2010)
- Caça major (2014)
- Sisu (2022)
- Sisu 2 (TBA)[5]
- Jerry and Ms. Universe (TBA)[6]

### Curtmetratges
- Iceman (1999)
- Maximillian Tarzan (1999)
- Ukkonen (2001)
- Rare Exports, Inc. (2003)
- Rare Exports: The Official Safety Instructions (2005)
- The Fakir (2006)

### Sèries de televisió
- Luottomies (2016–2018)
- Perfect Commando (2020–)